# Ішкель
Ця стаття про озеро. Для посилання на національний парк див. Національний парк Ішкель.
Ішкель (фр. Ichkeul, араб. بحيرة اشكل) — озеро в північному Тунісі біля узбережжя Середземного моря. Озеро та навколишні болота входять до Національного парку Ішкель, що з 1980 року є об'єктом Світової спадщини ЮНЕСКО. Це дуже важлива зупинка багатьох видів перелітних птахів, серед яких такі види як качки, гусаки, лелеки і фламінго.
| Туніс | Це незавершена стаття з географії Тунісу. Ви можете допомогти проєкту, виправивши або дописавши її. |

| Озеро | Це незавершена стаття про озеро . Ви можете допомогти проєкту, виправивши або дописавши її. |